# Jerry Ndhine
Jerry Ndhine (* 4. Juli 2002) ist ein deutscher Basketballspieler.

## Laufbahn
Ndhine betrieb als Jugendlicher erst Fußball und Leichtathletik, ehe er zum Basketball wechselte. Er spielte für den Verein BTS Neustadt, wurde in der Basketball-Akademie Bremen Süd gefördert und war ab 2017 Schüler der Bremer Oberschule an der Ronzelenstraße, einer Eliteschule des Sports. Durch seine Leistungen wurden die Bundestrainer des Deutschen Basketball Bunds auf ihn aufmerksam. 2018 wurde er mit dem Nachwuchsförderpreis der Stadt Bremen ausgezeichnet. Im Herrenbereich wurde Ndhine 2019 mit der Mannschaft Weser Baskets/BTS Neustadt 2019 Meister der 2. Regionalliga Nord und spielte zusätzlich für die Eisbären Bremerhaven in der Jugend-Basketball-Bundesliga.
Im Sommer 2019 wechselte er in den Nachwuchs des Bundesligisten EWE Baskets Oldenburg, und spielte 2019/20 weiterhin für die Mannschaft Weser Baskets/BTS Neustadt, mittlerweile in der 1. Regionalliga. Im Laufe des Spieljahres 2021/22 kam Ndhine zu ersten Einsätzen in der Oldenburger Mannschaft in der Basketball-Bundesliga.
Im Sommer 2023 schloss sich Ndhine dem Regionalligaverein TSV Neustadt am Rübenberge an. Er gewann mit der Mannschaft 2024 den Meistertitel in der 1. Regionalliga Nord, anschließend verließ Ndhine den Verein wieder.